# Astraea heliotropium
Astraea heliotropium (nomeada, em inglês, sunsnail, sunburst star turban, sunburst star shell, sun shell e imperial sun trochus; na tradução para o português, "caracol sol", "turbante estrela reluzente", "concha estrela reluzente", "concha sol" ou "Trochus - um gênero aparentado - solar imperial"; em alemão, Sonnenschnecke; na tradução para o português, "caracol solar"; conhecida como ripo matamata entre os maoris) é uma espécie de molusco gastrópode marinho pertencente à família Turbinidae da subclasse Vetigastropoda. É nativa do sudoeste do oceano Pacífico, sendo endêmica da Nova Zelândia. Foi descoberta durante a segunda viagem de James Cook à região e classificada por Thomas Martyn, com o nome Trochus heliotropium, em 1784; na obra The Universal Conchologist, Exhibiting the Figure of Every Known Shells, publicada em 4 volumes, em Londres, e contendo duas imagens ilustradas em vista superior e inferior.

## Descrição da concha e hábitos
Concha grande e robusta, chegando a pouco mais de dez centímetros de largura e sete de altura, com uma espiral moderadamente alta e umbílico profundo e largo, quando vista por baixo. As voltas da espiral são bem arredondadas, enquanto a última volta é inclinada em sua base. Superfície com entalhes, como escamas. Concha de coloração creme a acinzentada e com projeções triangulares, como espinhos, em sua periferia. Borda de cada volta apresentando-se serreada, com espinhos curvados ligeiramente para cima; resultado dos espinhos periféricos das voltas anteriores, escondendo a sutura (junta de cada volta). Face inferior com escultura de cinco fileiras de nódulos espirais. Com área do umbílico amarelada e abertura fortemente nacarada. Opérculo calcário, ovalado, com mácula marrom em seu centro.

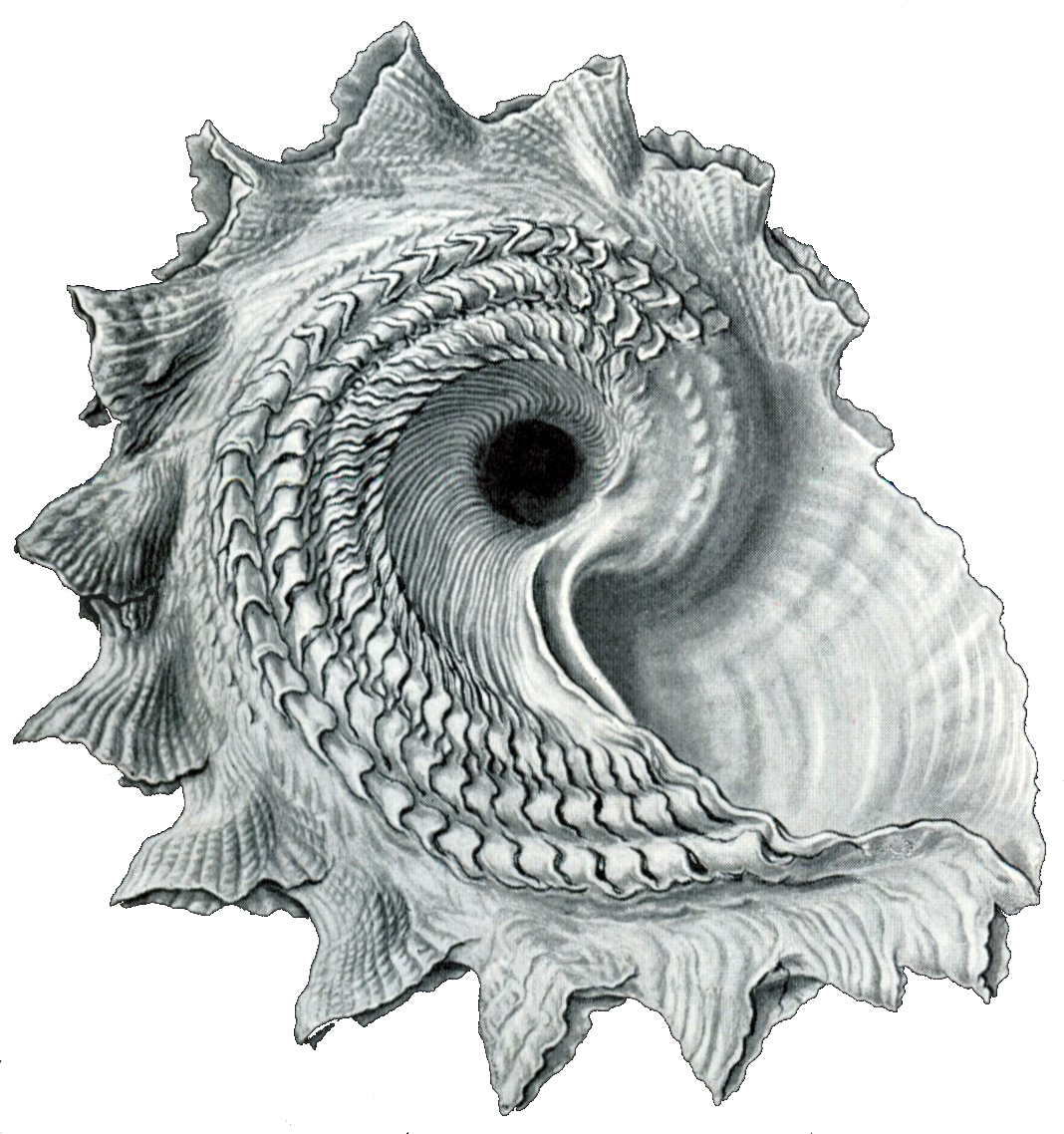
Imagem de A. heliotropium em vista inferior, feita por Ernst Haeckel.
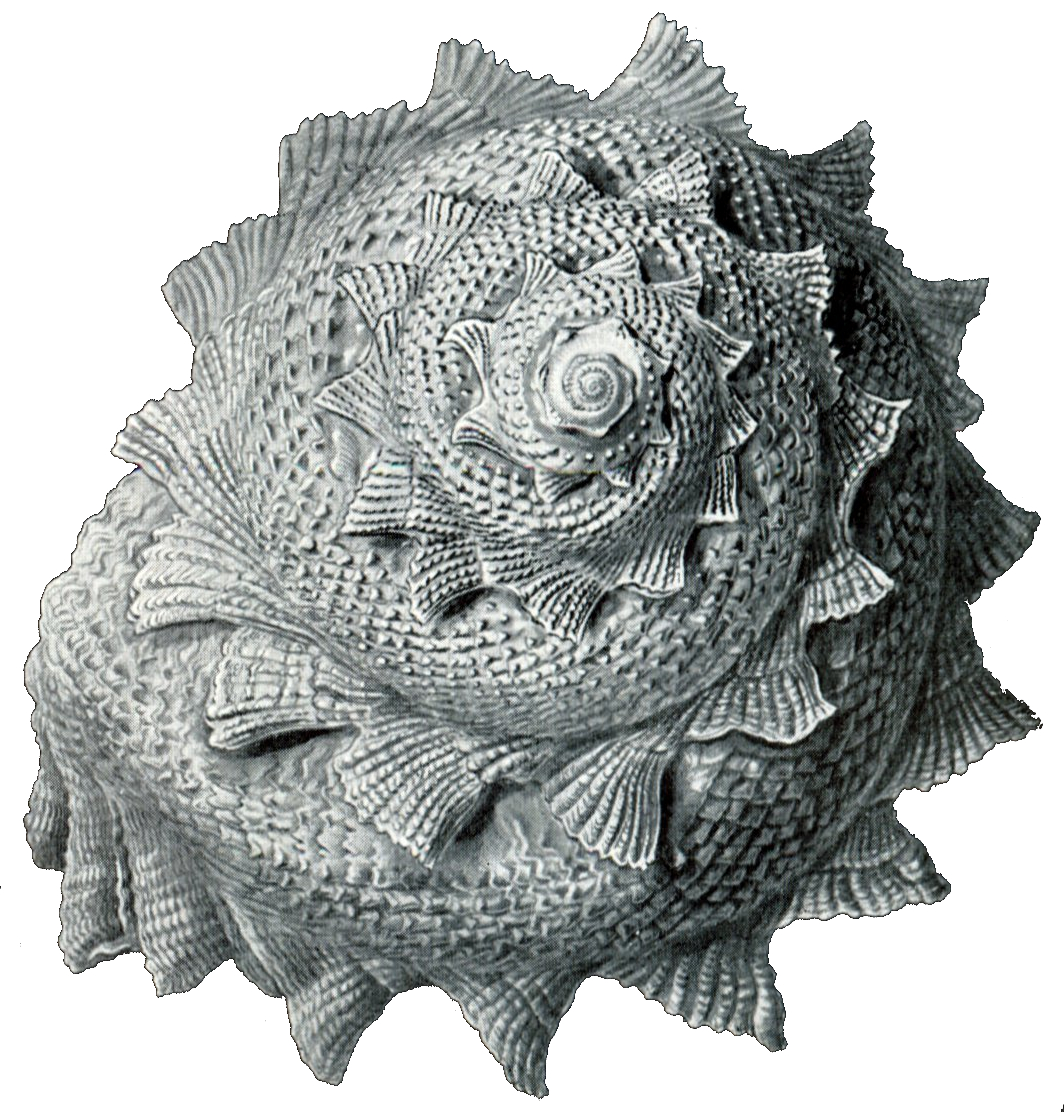
Imagem de A. heliotropium em vista superior, feita por Ernst Haeckel.

É uma espécie encontrada em águas profundas.

## Distribuição geográfica e raridade
Descoberta durante a segunda viagem do Capitão Cook à Nova Zelândia e trazida até a Inglaterra pelos navios Resolution e Adventure, Astraea heliotropium ocorre ao redor das duas ilhas principais, de norte a sul; também encontrada nas ilhas Stewart e Chatham. Durante muitos anos foi considerada um caro item de colecionador e por algum tempo superou o valor até mesmo da "porcelana-dourada", Callistocypraea aurantium, outra valiosa espécie coletada pela expedição de Cook.

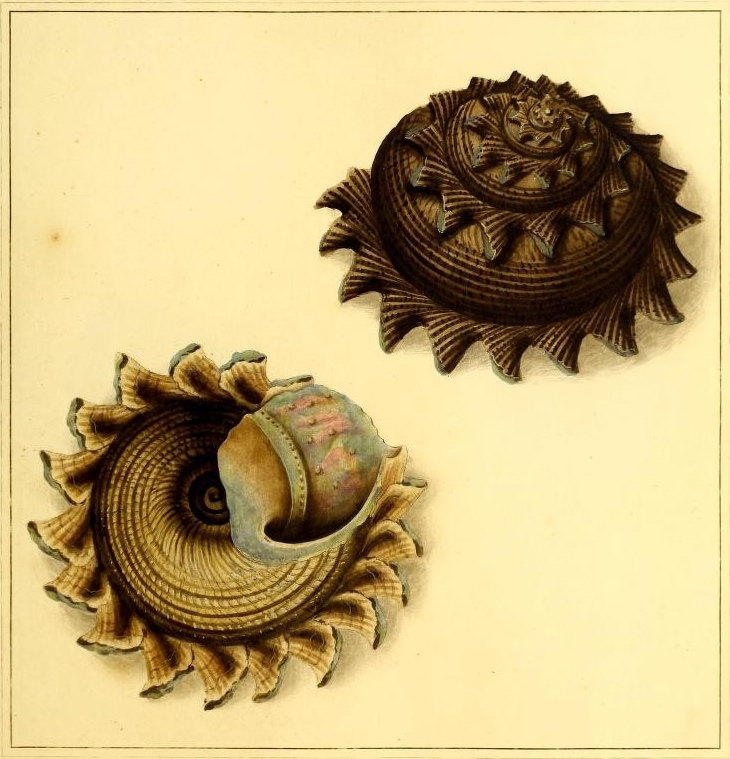
Imagem de A. heliotropium, em vista superior e inferior, feita por ocasião da descrição original dessa espécie por Thomas Martyn em The Universal Conchologist, Exhibiting the Figure of Every Known Shells, publicada em 4 volumes, em Londres.
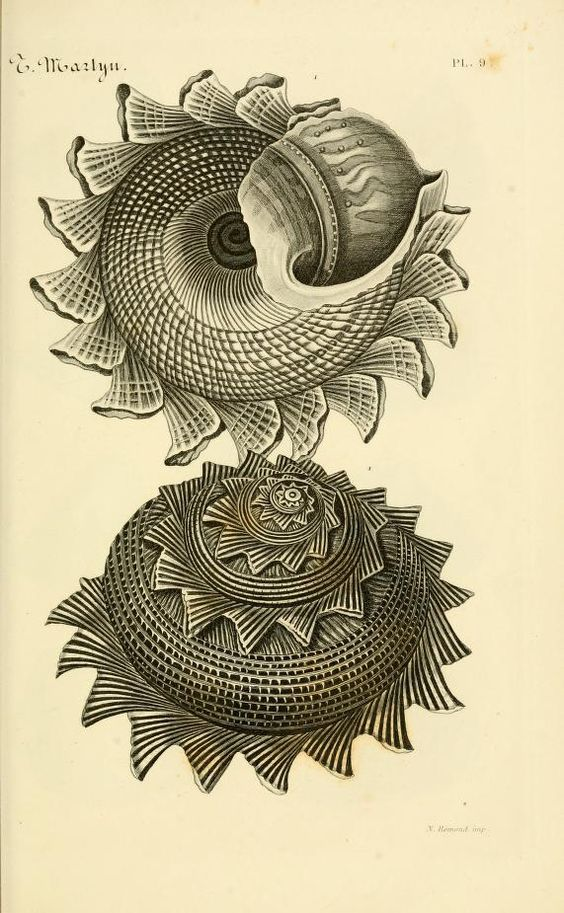
Imagem de A. heliotropium, em vista superior e inferior, retirada do livro Le Conchyliologiste Universel, ou, Figures des Coquilles Jusqu'à Présent Inconnues Recueillies en Divers Voyages a la mer du sud Depuis L'année 1764, de Thomas Martyn e J. C. Chenu.

## Taxonomia
Durante os séculos XVIII, XIX e XX inúmeras espécies estiveram incluídas dentro do gênero Astraea Röding, 1798. Estudos posteriores concluíram que apenas Astraea heliotropium e duas espécies fósseis do Cenozoico, da mesma região, Astraea bicarinata (Suter, 1917) e Astraea stirps (Laws, 1932), continuariam com a denominação deste táxon.